# Prăbușirea clădirii Rana Plaza din Savar

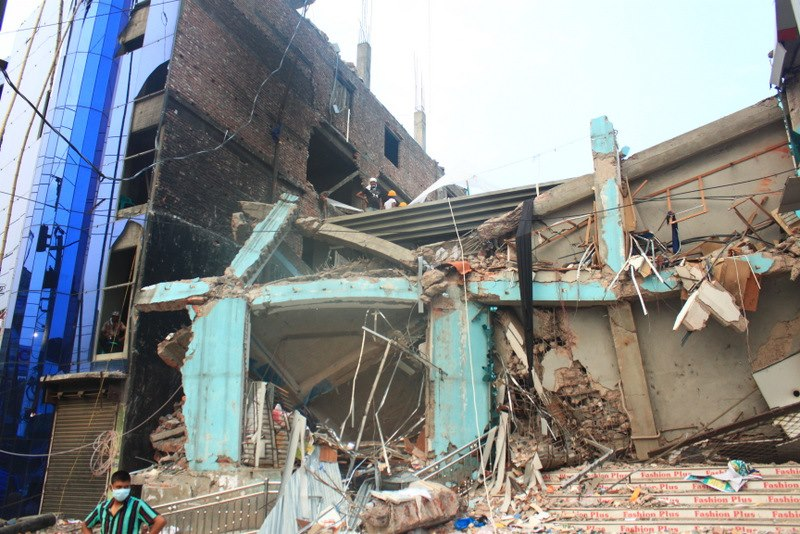
O parte din blocul ruinat

Clădirea Rana Plaza  s-a prăbușit în ziua de miercuri, 24 aprilie 2013, ora locală 09:00, în orașul Savar, aflat în suburbia (30 km) capitalei Bangladeshului, Dacca. Cel puțin 1,127 de persoane au murit, altele circa 2,500 fiind rănite. Clădirea avea 8 etaje și adăpostea o piață, mai multe fabrici de textile și o sucursală a unei bănci.
Potrivit autorităților, anterior, în clădire fusese depistată o crăpătură în zid, însă proprietarii fabricii au ignorat avertizările privind interdicția accesului lucrătorilor.
Steagurile au fost coborâte în bernă în memoria victimelor acestui accident, cel mai grav din domeniul industriei în Bangladesh.